# Pietro Belfiore
Pietro Belfiore (Milano, 7 giugno 1986) è uno scrittore e regista italiano.

## Biografia
Pietro Belfiore è figlio di Adalberto e di Maria Grazia Perria, che hanno divorziato dopo la sua nascita. Ha scritto tre libri, editi dalla Piemme nella Serie Arancio della pluricollana Il Battello a Vapore e quindi indirizzati prettamente ai giovani, nei quali descrive le tipiche paure, amori e il rapporto di amicizia/odio che persiste tra il protagonista-autore-narratore Pietro e il suo migliore amico Carlo. Il primo libro, scritto tra la seconda e la terza media, intitolato Il nostro amore si chiama Cecilia, descrive con un tono leggero e anche ironico, il legame tra Pietro e Carlo, entrambi invaghiti di una nuova alunna. I due, però, avranno l'occasione di ritornare amici e di vivere avventure che porteranno a una maturazione più stabile, negli altri due libri Mistero a scuola e Vacanza in campeggio.
Ha frequentato il liceo classico Cesare Beccaria e il corso di Scienze umanistiche per la comunicazione all'Università degli Studi di Milano, sempre a Milano. Una volta laureato, ha studiato alla Civica Scuola di Cinema di Milano, diplomandosi in regia. Uscito dalla scuola, nel 2011 ha formato insieme ad altri 4 compagni di corso (Davide Bonacina, Davide Rossi, Andrea Mazzarella e Andrea Fadenti) il collettivo di videomaker Il Terzo Segreto di Satira, con cui ha scritto e diretto nel 2018 il film Si muore tutti democristiani, e nel 2021 il film Mollo tutto e apro un chiringuito, seppur accreditato come singolo e non come collettivo.

## Filmografia

### Regista
- Si muore tutti democristiani, con Il Terzo Segreto di Satira (2018)
- Mollo tutto e apro un chiringuito, con Davide Bonacina, Andrea Fadenti, Andrea Mazzarella e Davide Rossi (2021)
- Ricomincio da taaac, con Davide Bonacina, Andrea Fadenti, Andrea Mazzarella e Davide Rossi (2024)

## Televisione
- Gli Sgommati (Sky Uno, 2012)
- Aggratis! (Rai 2, 2013)
- Report (Rai 3, 2014)
- Piazza Pulita (LA7, 2014-2016)
- Democrazia portami via (La EFFE, 2015)[3]

## Opere
- Pietro Belfiore, Il nostro amore si chiama Cecilia, collana Il battello a vapore. Serie arancio, Edizioni Piemme, 2001, ISBN 88-384-7247-5.
- Pietro Belfiore, Mistero a scuola, collana Il battello a vapore. Serie arancio, Edizioni Piemme, 2004, ISBN 88-384-7882-1.
- Pietro Belfiore, Vacanze in campeggio, collana Il battello a vapore. Serie arancio, Edizioni Piemme, 2007, ISBN 978-88-384-3699-4.
- Il Terzo Segreto di Satira, La paranza dei buonisti. Manuale di sopravvivenza per il ventennio sovranista, collana Nuovo Cammeo, Longanesi, 2020, ISBN 978-88-3045-428-6.
- Pietro Belfiore, L'enigma del libro senza volto, collana Il battello a vapore. Serie arancio, Edizioni Piemme, 2022, ISBN 978-88-5668-584-8.
- Pietro Belfiore, Prima media in alto mare. Una catastrofica gita tutta da ridere, collana Il battello a vapore. Serie arancio, Edizioni Piemme, 2023, ISBN 978-88-5669-103-0.